# Jean Madiran
Jean Arfel (Libourne, 14 de junio de 1920 – 31 de julio de 2013), conocido por su pseudónimo Jean Madiran, fue un escritor tradicionalista católico y nacionalista de extrema derecha. También se le conoció por su otro pseudónimo, Jean-Louis Lagor.

## Biografía
Durante la ocupación alemana de Francia, Madiran fue secretario privado de Charles Maurras y se lo distinguió con la Orden de los Franciscanos, que fue concedida por la Francia de Vichy. Colaboró en el periódico Action Française. Este fue el órgano del movimiento del mismo nombre y se publicó desde el 21 de marzo de 1908 hasta el 24 de agosto de 1944.
En un artículo publicado en Itinéraires, Madiran declaró:
Si se nos pide que digamos qué somos y cuál es nuestra posición, nuestra respuesta debe ser entendida. Nuestra respuesta modifica la fórmula de François Brigneau o más bien la completa y desarrolla en toda su verdad: «Estamos a la derecha de la extrema derecha». Esto no significa que despreciemos indiscriminadamente a todo el mundo y a todo lo que la jerga oficial llama «la extrema derecha». Aquí nuevamente rechazamos la actitud arbitraria de izquierda que inspira e impone una clasificación en desacuerdo con la verdad. En realidad no hay extremismo, de derechas o de otro tipo, en desear una sociedad basada en «Trabajo-Familia-Patria», este era el lema de la Francia de Vichy. «Servir a Dios primero».
Complementario a esto mismo. En su libro La izquierda y la derecha, afirma que en verdad la derecha es una invención de la izquierda para tener un enemigo a quién abatir: «La distinción entre una derecha y una izquierda es siempre una iniciativa de la izquierda, tomada por la izquierda, en provecho de la izquierda: para derribar los poderes o para apoderarse de ellos», añadiendo que esta «se constituye para abatir a hombres, instituciones, leyes: llama 'derecha' a hombres y a cosas a abatir; hombres y cosas a menudo procedentes ellos mismos, en el mundo moderno, de una revolución de izquierda. Es el juego eterno de la revolución», puesto que «La derecha es, sin saberlo, lo que es. La izquierda, sabiéndolo y queriéndolo, es lo que combate».
Jean Madiran falleció el 31 de julio de 2013 a los 93 años de edad.

## Obra
- La Philosophie politique de saint Thomas, Les Éditions nouvelles, 1948, 193 p. (as Jean-Louis Lagor)
- Ils ne savent pas ce qu'ils font, Nouvelles Éditions latines, Paris, 1955. 192 p.
- On ne se moque pas de Dieu, Nouvelles Éditions latines, Paris, 1957. 207 p.
- Brasillach, Club du Luxembourg, Paris, 1958. 261 p.
- Doctrine, prudence et options libres, Nouvelles Éditions latines, coll. « Les Documents du Centre français de sociologie » n° 3, 1960. 32 p.
- L'Unité, Librairie des chercheurs et curieux, Paris, 1960. 32 p.
- De la Justice sociale, Nouvelles Éditions latines, coll. « Itinéraires », Paris, 1961. 91 p.
- Le principe de totalité, Nouvelles Éditions latines, coll. « Itinéraires », Paris, 1963. 95 p.
- Saint Thomas d'Aquin, Les principes de la réalité naturelle (De principiis naturae, introduction, traduction et notes par Jean Madiran, texte latin et traduction française en regard), Nouvelles Éditions latines, coll. « Docteur commun » n° 1, Paris, 1963, 127 p. – Réédition 1994. 127 p. (ISBN 2-7233-0483-3).
- L'intégrisme: histoire d'une histoire, Nouvelles Éditions latines, coll. « Itinéraires », 1964. 285 p.
- La vieillesse du monde: essai sur le communisme, Nouvelles Éditions latines, coll.  Itinéraires, Paris, 1966. 237 p. (reedición 1975, Éditions Dominique Martin Morin, Paris. 140 p.)
- L'hérésie du XXe siècle [tome 1], Nouvelles Éditions latines, coll. « Itinéraires », 1968. 309 p. (new edition, 1988, 319 p., (ISBN 2-7233-0364-0)).
- Réclamation au Saint-Père [L'hérésie du XXe siècle, tome 2], Nouvelles Éditions latines, coll. « Itinéraires » n° 24, 1974. 300 p.
- La Messe, état de la question, Itinéraires (special number), Paris, 1976. 79 p. 5th edition.
- Les deux démocraties, Nouvelles Éditions latines, Paris, 1977. 199 p. (ISBN 2-7233-0024-2).
- La Droite et la gauche, Nouvelles Éditions latines, Paris, 1977. 118 p. (ISBN 2-7233-0017-X).
- La République du Panthéon : explication de la politique française (recopilación de textos publicados en Itinéraires desde 1974 hasta 1981), Éditions Dominique Martin Morin, Bouère, 1982. 176 p. (ISBN 2-85652-049-9).
- Éditoriaux et chroniques. 1, De la fondation d'«Itinéraires» à sa condamnation par l'épiscopat, 1956-1966, Éditions Dominique Martin Morin, Bouère, 1983. 316 p. (ISBN 2-85652-055-3).
- Éditoriaux et chroniques. 2, Le Catéchisme, l'Écriture et la messe, 1967-1973, Éditions Dominique Martin Morin, Bouère, 1984. 331 p. (ISBN 2-85652-062-6).
- Éditoriaux et chroniques. 3, La France à la dérive et la décomposition de l'Église : 1974-1981, Éditions Dominique Martin Morin, Bouère, 1984. 320 p. (ISBN 2-85652-07-5-8).
- Le Concile en question : correspondance Congar-Madiran sur Vatican II et sur la crise de l'Église (coescrito con Yves Congar), Éditions Dominique Martin Morin, Bouère, 1985. 175 p. (ISBN 2-85652-079-0).
- Les Droits de l'homme DHSD, Éditions de Présent, Maule, 1988. 159 p. (ISBN 2-905781-07-6) (réédition, 1995, (ISBN 2-905781-13-0)).
- Le vol du butor : divertissement littéraire sur ma vie et mes œuvres, Itinéraires (número especial), Paris, 1990. 16 p.
- Quand il y a une éclipse, Éditions Difralivre, Maule, 1990. 206 p. (ISBN 2-908232-02-2).
- Maurras, Nouvelles Éditions latines, Paris, 1992. 234 p. (ISBN 2-7233-0452-3).
- Court précis de la loi naturelle selon la doctrine chrétienne, Itinéraires (número especial), 1995. 46 p.
- Le Monde et ses faux, Éditions de Présent, Paris, 1997. 112 p. (ISBN 2-905781-15-7).
- L'extrême droite et l'Église : réponse, Éditions de Présent, Paris, 1998. 161 p. (ISBN 2-905781-18-1). Escrito en respuesta a L'extrême droite et l'Église de Xavier Ternisien, 1997, éd. Brepols.
- Une civilisation blessée au cœur, Éditions Sainte-Madeleine, Le Barroux, 2002. 109 p. (ISBN 2-906972-41-X).
- La révolution copernicienne dans l'Église, Éditions Consep, Paris, 2002. 107 p. (ISBN 2-85162-090-8).
- La trahison des commissaires, Éditions Consep, Versailles, 2004. 65 p. (ISBN 2-85162-147-5).
- Maurras toujours là, Éditions Consep, Versailles, 2004. 102 p. (ISBN 2-85162-120-3).
- Histoire du catéchisme, 1955-2005, Éditions Consep, Versailles, 2005. 160 p. (ISBN 2-85162-083-5).
- La laïcité dans l'Église, Éditions Consep, Versailles, 2005. 152 p. (ISBN 2-85162-159-9).
- L'accord de Metz : ou pourquoi notre Mère fut muette, Éditions Via Romana, 2007
- Histoire de la messe interdite : Fascicule 1 (1964-1976), Via Romana, Versailles, 2007, 122 p. (ISBN 978-2-916727-20-2)
- La trahison des commissaires, Via Romana, 2008, (3.ª edición) 103 p. (ISBN 978-2-916727-31-8)
- Enquête sur la maladie de la presse écrite, Via Romana, 2008, 64 p. (ISBN 978-2-916727-38-7)
- Histoire de la messe interdite : Fascicule 2 (1976-1989), Via Romana, 2009, 160 p. (ISBN 978-2-916727-50-9)
- Chroniques sous Benoît XVI, Via Romana, 2010, 430 p. (ISBN 978-2-916727-71-4)